# Лисицький (притока)
Лисицький (Лисички) — річка в Україні, у межах Хустського району Закарпатської області. Ліва притока річки Лисичанка.

## Опис
Довжина 4,8 км, площа басейну 18 км². Похил річки 60 м/км. Струмок типовий гірський. Долина вузька, заліснена переважно мішаними лісами. Річище слабозвивисте, кам'янисте з численними порогами та перекатами.

## Розташування

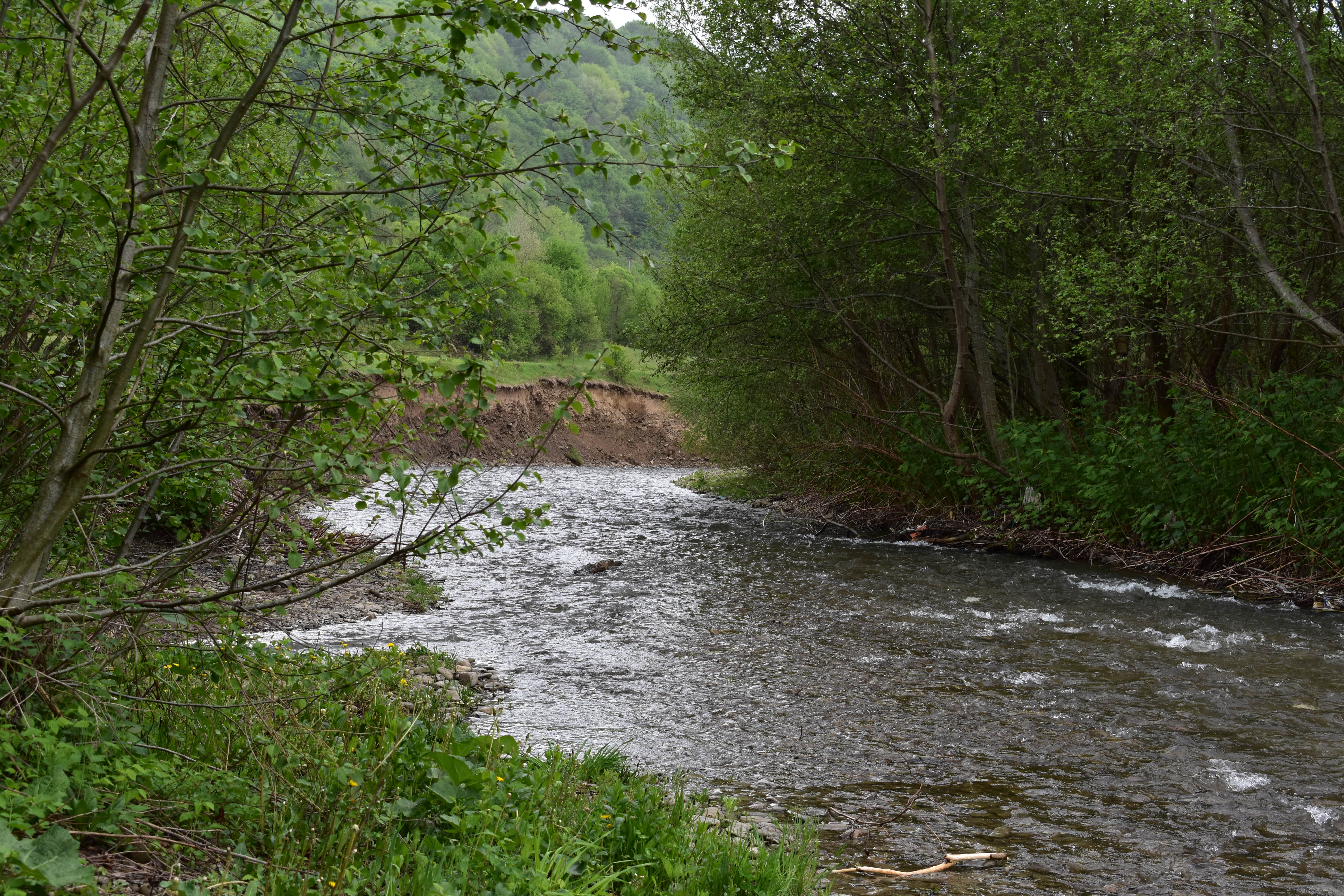
Злиття струмка Лисицький і річки Лисичанка в північній частині с.Кушниця

Тече на південь, а потім — північний-захід.В північній частині с.Кушниця впадає в р.Лисичанку.
Утворюється злиттям струмків Баганце і Крісланський потік.Струмок Баганце витікає з г.Кичера(640м.) а Крісланський потік з г.Ясенова(735м.)

## Цікаві факти
Через струмок Лисицький проходила гілка Боржавської вузькоколійної залізниці до станції Лисичово. Залізничний міст через струмок є зруйнований.